# Republika Osmańska
Republika Osmańska (tur. Osmanlı Cumhuriyeti) – turecki komediodramat z 2008 roku w reżyserii Gani Müjde.

## Opis fabuły
Film łączący konwencję political fiction i filmu komediowego. Akcja filmu rozpoczyna się w roku 1888. 7-letni Mustafa (późniejszy Atatürka) wdrapuje się na drzewo, próbując schwycić głośno śpiewającego ptaka. Upadek z drzewa kończy się tragicznie dla dziecka. 
Akcja filmu przenosi się do roku 2007, do współczesnego państwa tureckiego. Jego historia potoczyła się całkiem odmiennie bez Kemala Atatürka. Stolicą państwa, które teraz nosi nazwę Republiki Osmańskiej nadal pozostaje Stambuł, a rządzi w nim sułtan Osman VII. Władza Osmana jest iluzoryczna i jest przedmiotem drwin obcych dyplomatów, akredytowanych przy jego dworze.

## Obsada
- Ata Demirer jako Osman VII
- Vildan Atasever jako Asude
- Sümer Tilmaç jako Yâdigar
- Ali Düşenkalkar jako Ibrahim Pasza
- Ruhsar Öcal jako Saliha
- Belma Canciğer jako Nevbahar
- Charles Carroll jako Mr Alhogen
- Beyti Engin jako przedstawiciel USA
- Çağlar Çorumlu jako Piştici
- Suzan Kardeş jako Eftelya
- Ahmet Çevik jako Selamet
- Özden Özgürdal jako Cazgır
- Hakan Vanli
- Zuhal Yalçin
- Necmi Yapici

## Recepcja
W listopadzie 2008 film trafił na ekrany 205 kin, osiągając najlepszy wynik finansowy w pierwszych dniach projekcji spośród tureckich produkcji, które w tym roku trafiły na ekrany. W sumie film zarobił w Turcji 8 689 739 dol. W 2008 trafił także na ekrany kin w pięciu krajach europejskich, ciesząc się dużą popularnością w Niemczech i Holandii.